# سفيري هولث
سفيري هولث (بالنرويجية البوكمول: Sverre Holth)‏ هو قسيس ومبشر نرويجي، ولد في 26 ديسمبر 1902، وتوفي في 16 يونيو 1993.